# 嘉峪关市
嘉峪关市是中华人民共和国甘肃省下辖的地级市，位于甘肃省西北部。市境西、北、东三面皆为酒泉市所包围，南面与张掖市接壤。地处河西走廊西段，西北有黑山，南有文殊山，中部为河西走廊平原。陶赖河流经市境东南。全市总面积1,224平方公里，人口24.39万，市人民政府驻体育大道。嘉峪关市歷史上長期是酒泉县的一部分，得名于明长城西端的嘉峪关，并兴起自1950年代于肃南县镜铁山发现的铁矿与其后成立的酒泉钢铁公司，1965年成立嘉峪关市，首次成為一個政區整體，并于1971年成为甘肃省直辖的地级市。

## 历史
早在新石器時代，嘉峪关地區已有人類居住，当地黑山峡悬崖壁上曾發現有五千年前的文化遺蹟，羌、戎、月氏、乌孙、匈奴等游牧民族皆曾在当地繁衍生息。西汉时期，嘉峪关一带曾为匈奴所属，元狩二年（前121年），漢武帝發動了河西戰役，击败匈奴，河西走廊自此納入了西漢王朝的統治範圍:53-54，其中嘉峪关隶属于汉廷新设立的酒泉郡:391。在汉末魏初，当地兵戎纷扰，其中河西人麴演、黃華、張進等人曾以当地为据点一同反叛曹魏，但後被蘇則、張既等人擊敗，嘉峪关一带遂由曹魏管辖，屯田制也在当地得到实施，农业生产逐渐恢复发展:63-65。此后，历经前涼、後涼、北涼统治，当地皆属于酒泉郡，北魏攻破姑臧后，当地则隶属于瓜州（沙州）酒泉郡:246。北魏以后，当地也曾隶属于西魏、北周。隋代北周后，当地属肃州福禄县，后期因福禄县改为酒泉县，从之。唐朝初期同隋，期间曾被吐蕃占领，但歸義軍節度使张议潮随即夺回。五代十国时期，甘州回鹘击败归义军，开始管辖当地，直到西夏攻灭甘州回鹘。而在元明时期，当地仍属肃州酒泉:1。明朝洪武五年（1372年），冯胜攻破河西，随即在肃州修筑嘉峪关關隘，此即今嘉峪关市名之由来。清朝顺治六年（1649年），清政府取得对当地的支配权，此时嘉峪关属于甘肃省肃州直隶州酒泉县:23-25。
中华民国建立后，嘉峪关仍属酒泉县，因深居内陆，当地在中国抗日战争期间鲜少受到兵燹破坏。在國共內戰後期，中國人民解放軍擊敗了中華民國國軍，并于1949年9月25日取得了嘉峪关一帶的支配權:28-30。中华人民共和国成立后，甫成立的甘肃省人民政府于1953年派出资源调查队对全省进行了矿产勘查，1955年3月，调查队探明嘉峪关西南的镜铁山有大型铁矿床，1956年6月，冶金工业部决定在嘉峪关建设钢铁企业，设计年产量为200万吨，此後镜铁山铁矿得到开采，而嘉峪关也逐渐因钢铁工业发展起来:197-198。县级酒泉市成立后，于1959年1月成立两区一镇，其中就包括嘉峪关区，行政区划调整后，改为嘉峪关人民公社:41,49，1965年，中华人民共和国国务院决定析酒泉县嘉峪关公社和肃南裕固族自治县的一部分地区，创立县级嘉峪关市。1971年9月27日，中华人民共和国国务院批准将嘉峪关市由县级市升格为地级市，由甘肃省革命委员会（今甘肃省人民政府）直接管辖:56。

## 地理

### 境域
1965年7月19日嘉峪关市成立初期，其地域基本上為今嘉峪关公社以及镜铁山矿区的範圍:4。1972年1月1日，酒泉县的新城、文殊两个公社以及肃南县祁丰区的祁文、祁青两个公社划归嘉峪关市管辖:56。但祁文、祁青两个公社随即在1972年12月8日重新划归肃南:425。此后，嘉峪关市的地域範圍即如現狀。
今嘉峪关市位于甘肃省西北部，河西走廊中部西端，距省会兰州750公里，市境介於北緯39°39′—39°59′，東經97°51′—98°31′之間，东西长约40公里，南北宽约35公里，呈现出东西长、南北窄的特点:52。土地面积约为1,224平方公里。东临酒泉市肃州区；西连玉门市；南倚祁连山并与肃南裕固族自治县接壤，北临戈壁滩并与酒泉金塔县相邻。行政区域界线约为196.6公里，其与玉门、金塔、肃州以及肃南的界线分别为43、38、55.6、60公里:1:60。

### 地形地貌
嘉峪关市位在祁连山脉与河西走廊的交接地带，地质结构简单，岩层单一。其所處的地區曾在海底，後從海中逐漸出露，經過中生代、新生代的幾次強烈的地質構造活動，形成了嘉峪关现今的地形環境以及山川地貌。嘉峪关市地勢總體為西南高、東北低，西南隅的祁连山，海拔在2,000公尺以上，最高的山峰则可超过2,700公尺；中部一带主要分布着砾石平坦戈壁，鲜少植被，仅有少量绿洲:52；而东北隅则主要为北大河冲积或洪积形成的冲积扇以及谷地，植被较多。而在祁连山脉以外，当地的西北部、东南部以及北部还分布有榆树沟山、文殊山、黑山等山岭:69-70。

### 气候
| 嘉峪关市          | 嘉峪关市 | 嘉峪关市 | 嘉峪关市 | 嘉峪关市 | 嘉峪关市 | 嘉峪关市 | 嘉峪关市 | 嘉峪关市 | 嘉峪关市 | 嘉峪关市 | 嘉峪关市 | 嘉峪关市 | 嘉峪关市 |
| 月份              | 1月      | 2月      | 3月      | 4月      | 5月      | 6月      | 7月      | 8月      | 9月      | 10月     | 11月     | 12月     | 全年     |
| ----------------- | -------- | -------- | -------- | -------- | -------- | -------- | -------- | -------- | -------- | -------- | -------- | -------- | -------- |
| 平均高温 °F       | 28       | 37       | 50       | 63       | 72       | 81       | 82       | 82       | 72       | 59       | 41       | 32       | 58       |
| 平均低温 °F       | 3        | 12       | 27       | 36       | 45       | 54       | 59       | 57       | 46       | 32       | 21       | 10       | 34       |
| 平均高温 °C       | −2       | 3        | 10       | 17       | 22       | 27       | 28       | 28       | 22       | 15       | 5        | 0        | 15       |
| 平均低温 °C       | −16      | −11      | −3       | 2        | 7        | 12       | 15       | 14       | 8        | 0        | −6       | −12      | 1        |
| 来源：Weatherbase |          |          |          |          |          |          |          |          |          |          |          |          |          |

### 矿产资源
已探明矿产资源有21个矿种，产地40多处，其中铁、锰、铜、金、石灰石、芒硝、造型粘土、重晶石等为本市优势矿产。镜铁山矿铁矿石总储量为4.83亿吨，现已建成500万吨的生产能力，是国内最大的坑采冶金矿山；西沟石灰石矿储量为2.06亿吨，为露天开采，年产量80万吨；大草滩造型粘土总储量为9800万吨。邻近地区还有储量可观的芒销矿及可供开采的铬、锰、莹石、冰川石等矿藏。

## 政治

### 现任领导
| 机构     | · 中国共产党 · 嘉峪关市委员会 | 嘉峪关市人民代表大会 常务委员会 | 嘉峪关市人民政府  | · 中国人民政治协商会议 · 嘉峪关市委员会 |
| 职务     | 书记                          | 主任                            | 市长              | 主席                                    |
| -------- | ----------------------------- | ------------------------------- | ----------------- | --------------------------------------- |
| 姓名     | 刘恩举                        | 赵宝毅                          | 刘凯              | 王毅                                    |
| 民族     | 汉族                          | 满族                            | 汉族              | 汉族                                    |
| 籍贯     |                               | 辽宁省辽阳市                    | 河南省濮阳市      | 甘肃省宁县                              |
| 出生日期 | 1973年5月（52歲）             | 1969年5月（56歲）               | 1983年7月（42歲） | 1966年3月（59歲）                       |
| 就任日期 | 2025年7月                     | 2025年1月                       | 2021年11月        | 2021年12月                              |

### 行政区划
| 嘉峪关市行政区划图                                 | 嘉峪关市行政区划图 | 嘉峪关市行政区划图 | 嘉峪关市行政区划图 | 嘉峪关市行政区划图 | 嘉峪关市行政区划图 | 嘉峪关市行政区划图 | 嘉峪关市行政区划图 | 嘉峪关市行政区划图 | 嘉峪关市行政区划图 | 嘉峪关市行政区划图 |
| -------------------------------------------------- | ------------------ | ------------------ | ------------------ | ------------------ | ------------------ | ------------------ | ------------------ | ------------------ | ------------------ | ------------------ |
| #1 #2 新城镇 峪泉镇 文殊镇 #1 雄关街道 #2 钢城街道 |                    |                    |                    |                    |                    |                    |                    |                    |                    |                    |
| 区划代码                                           | 区划名称           | 汉语拼音           | 面积 （平方公里）  | 常住人口           | 下辖地区数量       | 下辖地区数量       | 政府驻地           | 邮政编码           |                    |                    |
| 区划代码                                           | 区划名称           | 汉语拼音           | 面积 （平方公里）  | 常住人口           | 社区               | 行政村             | 政府驻地           | 邮政编码           |                    |                    |
| 620200001                                          | 雄关街道           |                    | 38.01:329          | 17.8万:329         | 17                 | 0                  |                    |                    |                    |                    |
| 620200002                                          | 钢城街道           |                    | 119.8:331          | 14.91万:331        | 14                 | 0                  |                    |                    |                    |                    |
| 620201100                                          | 新城镇             |                    | 271.8:333          | 10,756:333         | 0                  | 8                  |                    |                    |                    |                    |
| 620201101                                          | 峪泉镇             |                    | 802:334            | 3,082:334          | 0                  | 3                  |                    |                    |                    |                    |
| 620201102                                          | 文殊镇             |                    | 134:335            | 7,505:335          | 0                  | 6                  |                    |                    |                    |                    |

嘉峪关市是中华人民共和国4个不设市辖区的地级市（直筒子市）之一，下辖雄关街道、钢城街道2个街道办事处，新城镇、峪泉镇、文殊镇3个建制镇。

#### 区划沿革
嘉峪关市府原有城区工作办公室、郊区工作办公室两个派出机构:24。2009年12月1日，改为雄关区、长城区、镜铁区3个管理区，属于嘉峪关市设立的县级行政管理区，亦为嘉峪关市人民政府派出机构。而原有的新城、峪泉、文殊3镇以及新华、五一、胜利、前进、建设、朝阳、峪苑7个街道办事处则尽归这些管理区主管:39。
2012年，该市撤销新华、五一、胜利、前进、建设、朝阳、峪苑7个街道办事处，设立30个大社区:110。2019年6月28日，根据甘政函〔2019〕74号文件《甘肃省人民政府关于同意嘉峪关市设立雄关街道办事处和钢城街道办事处的批复》，设立雄关街道办事处（正处级）和钢城街道办事处（正处级）。同时，经甘肃省委编委同意，恢复设立嘉峪关市郊区党工委（郊区工作办公室）（正处级），主要负责管理指导峪泉镇、新城镇、文殊镇三镇的工作。改革后，雄关区、长城区、镜铁区均被撤销。

## 人口
根据2020年第七次全国人口普查，全市常住人口为312,663人。同第六次全国人口普查的231,853人相比，十年共增加了80,810人，增长34.85%，年平均增长率为3.04%。其中，男性人口为162,360人，占总人口的51.93%；女性人口为150,303人，占总人口的48.07%。总人口性别比（以女性为100）为108.02。0－14岁的人口为49,732人，占总人口的15.91%；15－59岁的人口为215,296人，占总人口的68.86%；60岁及以上的人口为47,635人，占总人口的15.24%，其中65岁及以上的人口为34,935人，占总人口的11.17%。居住在城镇的人口为295,257人，占总人口的94.43%；居住在乡村的人口为17,406人，占总人口的5.57%。

### 民族
全市常住人口中，汉族人口为304,360人，占97.34%；各少数民族人口为8,303人，占2.66%。与2010年第六次全国人口普查相比，汉族人口增加77,301人，增长34.04%，占总人口比例下降0.59个百分点；各少数民族人口增加3,509人，增长73.2%，占总人口比例增加0.59个百分点。

## 文化

### 文物
- 万里长城-嘉峪关
- 果园－新城墓群
- 黑山岩画

### 教育

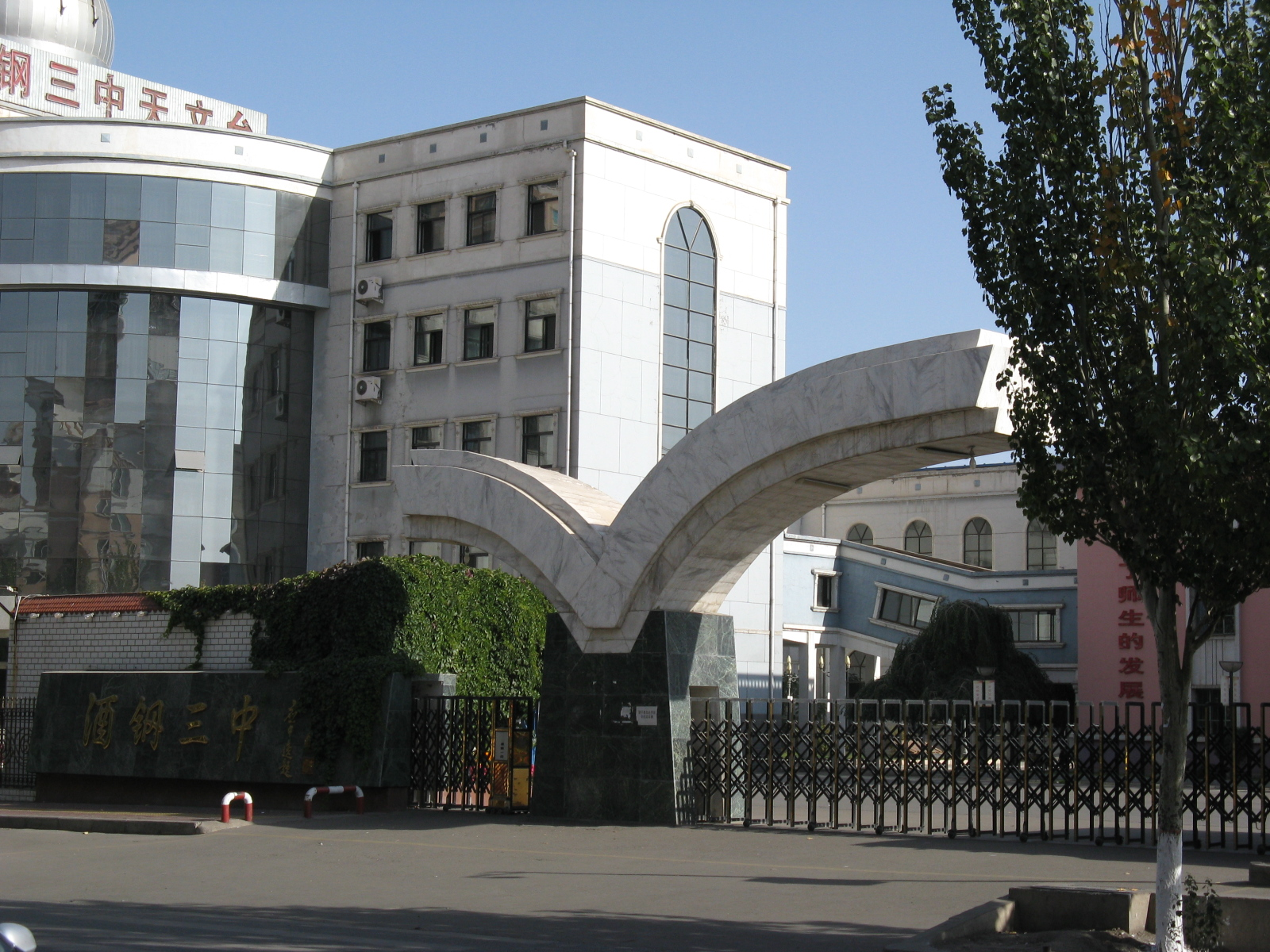
位于嘉峪关市区的酒钢三中

近代學制的學校於民國時期引入嘉峪关，中華人民共和國建立後，中共開始逐步對當地的教育進行社會主義改造，並增設了職業技術學校、中小學等教育機構:284-292，这些学校曾由酒钢公司主管，2007年2月以后全部交付嘉峪关市府管理，教育狀況遂如現狀:788。截至2022年，嘉峪关市有各类学校77所，其中大专院校1所，中等專業學校3所、高級中學2所，初級中學5所、小學14所，幼儿园49所，完全高中、九年一贯制学校、特殊教育學校各1所。各類學校專任教師3,725人。大专院校在校生6,817人，職業高中（中專）在校生1,847人，普通高中6,062人，初中8,221人，小學19,717人，幼儿园13,324人，特教生65人:338。
甘肅鋼鐵職業技術學院是位於嘉峪关市的第一所大專院校，原为酒钢公司旗下的职工培训机构，2006年改制为職業大學，主要培养工科领域合格的職業技能人才:796。而提供成人教育课程的甘肃广播电视大学（今甘肅開放大學）也曾在嘉峪关市设有校区，2022年，改以嘉峪关开放大学的名称继续招生:341。嘉峪关市还有兩所學校入選「甘肃省示範性普通高级中学」，分别为嘉峪关市第一中学和酒钢三中，均为独立公办的高级中学:793-794:340。282

### 新聞媒體
在出版物方面，《嘉峪关日报》是中共嘉峪关市委機關報，於1984年7月12日創刊，本名《嘉峪关报》:319，2000年10月1日改为今名，其旗下也运营自己的新媒体群以及一份周刊《雄关周末》。除此之外，国有企业酒钢也拥有自己的官方报刊《酒钢日报》，其于1985年1月1日首次发行，1987年12月起成为公开发行的报刊:880-881。在广播电视方面，广播于1970年随着市广播站的设立而进入当地:883，1980年1月，電視也被引入當地。2010年，嘉峪关市的電視信號覆蓋率達到100%:883，现今，中華人民共和國主要的媒體中國中央電視台、中央人民廣播電台、甘肃省广播电视总台旗下的广播电视频道的信號均可在嘉峪关市接收，這些媒體會在部分時段播出嘉峪关市所屬區域的地方新聞:321。中共嘉峪关市委則擁有嘉峪关广播电视台，該台旗下共有2條電視頻道與2條廣播頻率。2022年3月22日，《嘉峪关日报》与嘉峪关广播电视台整合资源，组建嘉峪关市融媒体中心。另外，酒钢公司還擁有自己的有線電視站酒钢新闻中心:884-885，後於2014年12月併入甘肃广电网络系统。而《甘肃日报》社、甘肃省广播电视总台、《甘肃法制报》、《甘肃经济日报》等省级媒体也在嘉峪关市设有记者站。

## 交通

### 公路
嘉峪关位于连接欧亚大陆的丝绸之路上，该道路多用於經商往來，而日后连接甘肃、新疆两省区的312国道也大体與絲路平行。民國二十五年（1936年），312国道的前身甘新公路通车至嘉峪关，成為嘉峪关地區第一條現代汽車路，日后为了输出玉門油田出产的石油，国民政府又修筑了民众公路，该公路亦经行当地。中華人民共和國成立後，酒泉县府曾在嘉峪关大力修筑公路，而甘新公路则被改為 312国道，成为嘉峪关市內主要的公路幹線:126-127。而 连霍高速公路也自西向东穿过嘉峪关市境:667。截至2022年，嘉峪关市公路通車里程约為523公里，其中，高速公路140公里，一级公路1.8公里，二級公路80.9公里:295。

### 铁路

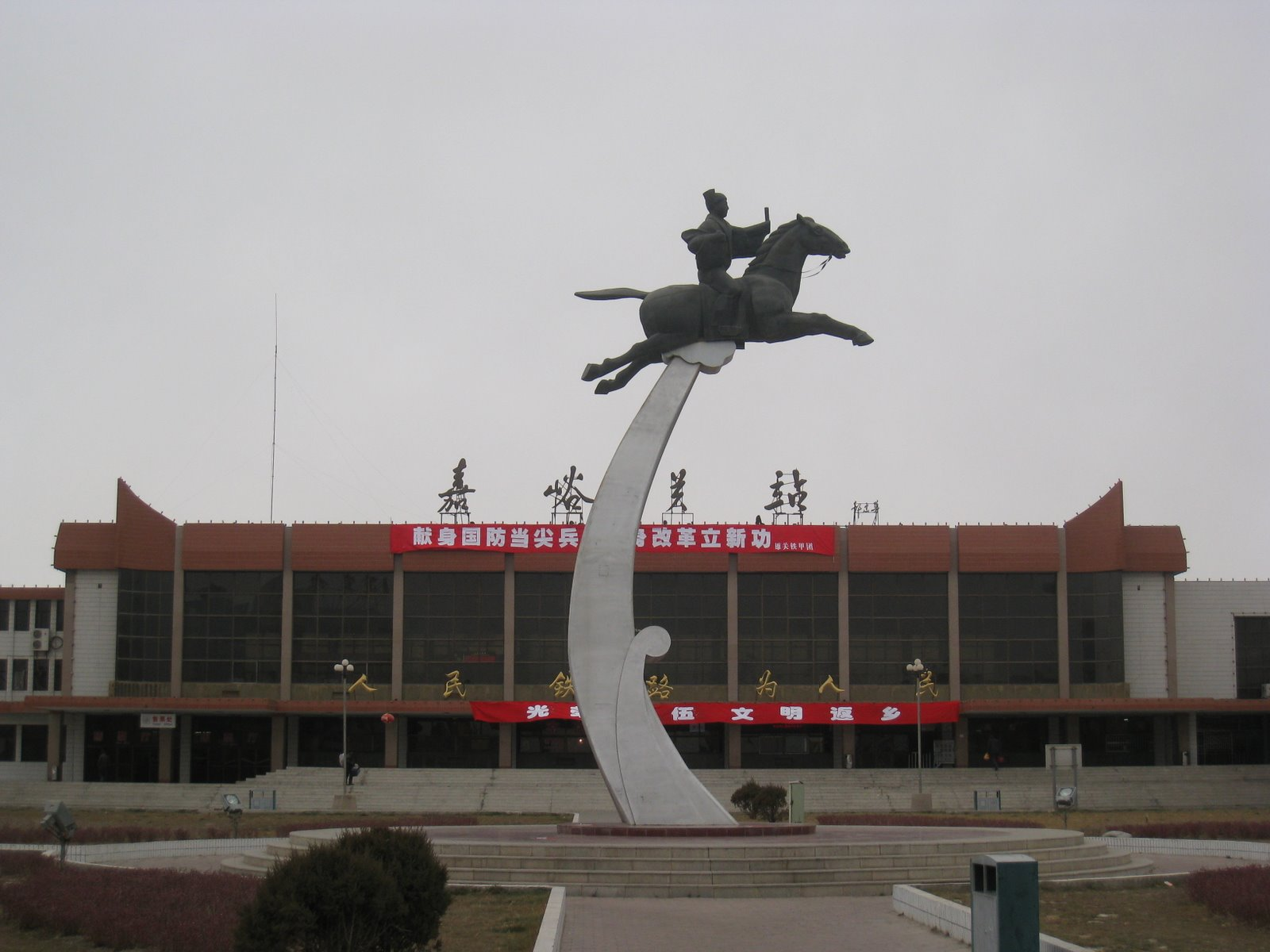
嘉峪关站

兰新铁路於1952年動工修建，1956年通車至嘉峪关境内并设站:135，1994年增設雙線:112-113，并于2012年完成電氣化改造。该线嘉峪关段长约42公里，大体上自西向东穿过市区，有嘉峪关站、文殊站、大草灘站、黑山湖站共4座车站:135。其中嘉峪关站于1969年成为兰新线枢纽站，现亦为客貨運一等站，并拥有自己的編組場，嘉鏡鐵路、嘉峪关环城铁路、玉门南支线铁路也在该站与兰新线交汇:676:48-49。而在高速铁路方面，2014年12月26日開通啟用的蘭新鐵路第二雙線则在该市设有嘉峪關南站。另外，酒钢公司等国有企业还拥有自己的铁路专线，其中以嘉鏡鐵路、嘉策鐵路里程最长、运量最大。嘉鏡鐵路于1969年通车，长约70公里，起自嘉峪关市区的嘉北站，并自北向南经过嘉峪关市以及肃南县境，最终止于祁连山脉腹地的镜铁山站:677-678:105。嘉策鐵路亦起自嘉北站，自南向北经过甘肃、内蒙古两省区，并止于内蒙古的策克口岸，该铁路线主要将蒙古国那林苏海特煤田的输送到酒钢工厂:678。

### 航空
民国二十七年（1938年），国民政府在嘉峪关境内修筑空军机场，中华人民共和国建立后，中苏民航选定该机场为民用航空站，并迁入酒泉南郊机场与民航酒泉站，1953年7月1日，酒泉航空站建成通航:25-27，后更名为嘉峪关机场，2023年3月20日，中国民用航空局将嘉峪关机场更名为“嘉峪關酒泉機場”，延续至今。除了运营国内航线外，嘉峪关酒泉机场也曾舉辦過多次國際國內滑翔比賽。